# 四川北路駅
四川北路駅（しせんほくろえき）は中華人民共和国上海市虹口区武進路と四川北路の交差点に位置する上海軌道交通10号線の駅である。

## 歴史
- 2010年4月10日：開業[1]。

## 駅構造
相対式ホーム2面2線を有する地下駅。さらに、1番線と2番線の間には1本の留置線が設置されています。
駅の配色は淡い紫色を基調にしており、連なる蓮の花を表現している。

### のりば
| 番線 | 路線     | 行先                   |
| ---- | -------- | ---------------------- |
| 1    | ■ 10号線 | 虹橋火車站・航中路方面 |
| 2    | ■ 10号線 | 基隆路方面             |

（出典：上海地下鉄:站层图）

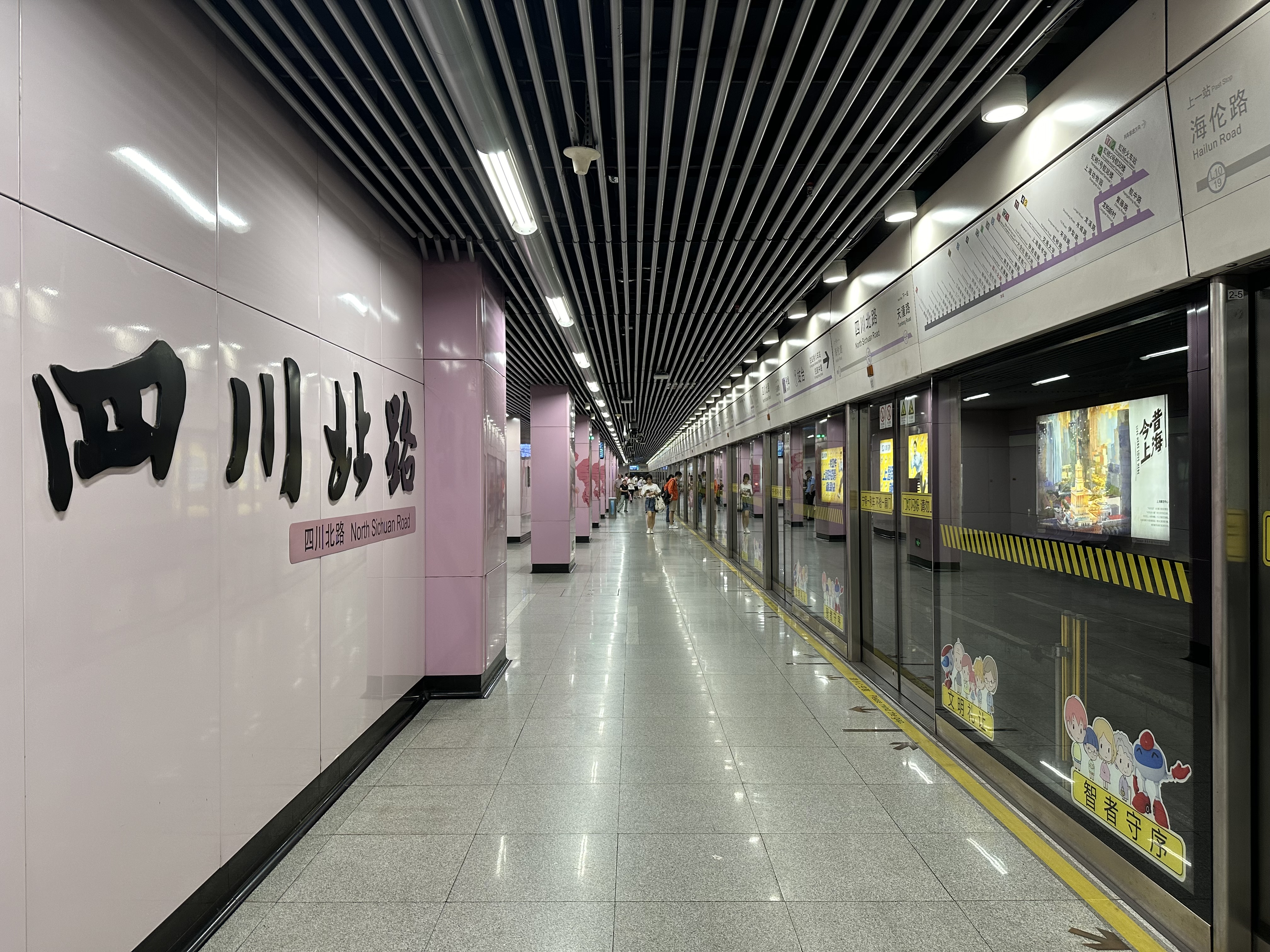
1番線ホーム
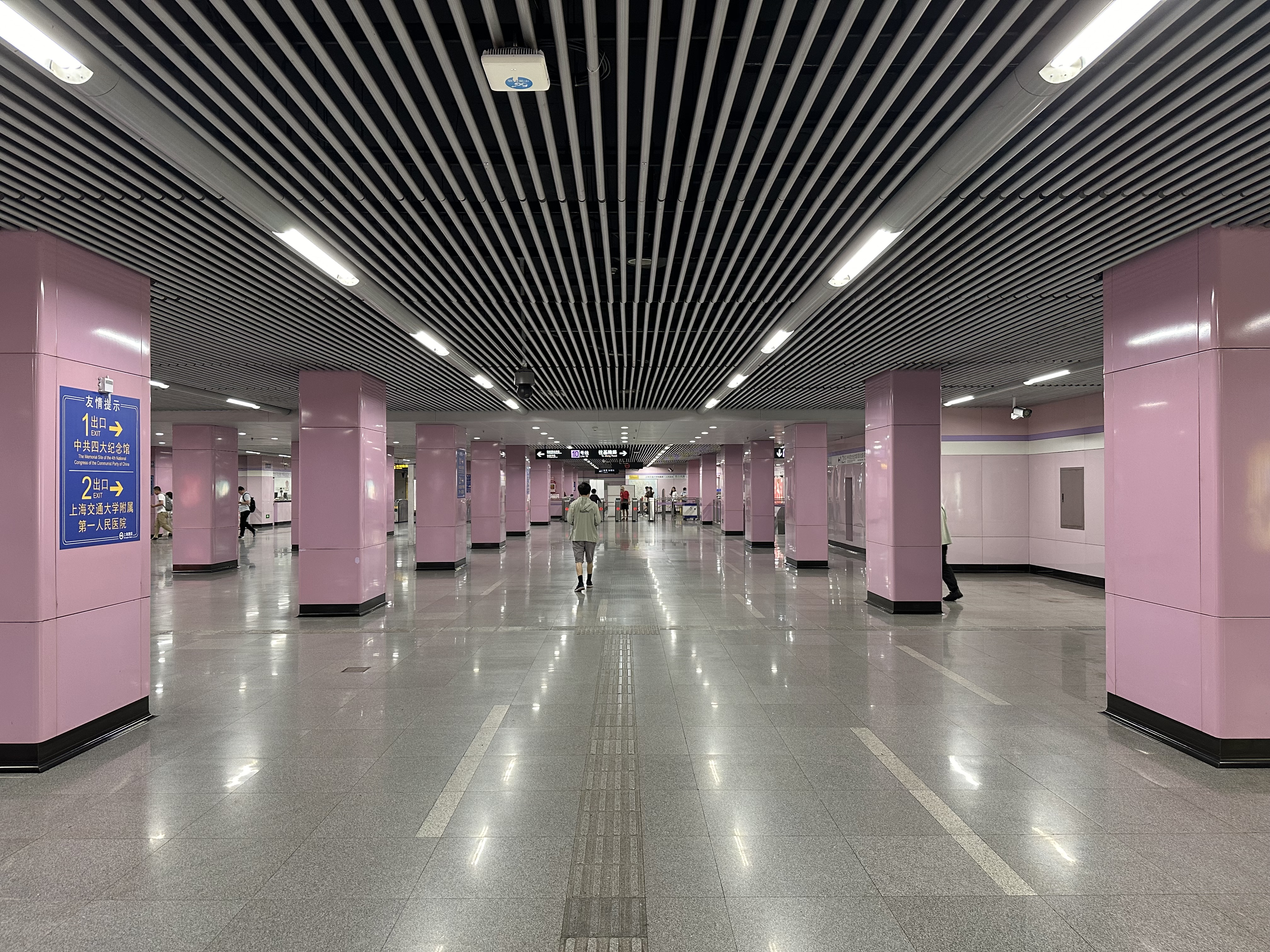
コンコース

## 駅周辺
- 利通広場 - 1番出口直結
- 四川北路公園
- 武進路288号
- 盛邦国際ビル
- 海泰時代ビル
- 今潮8弄（中国語版）
- 壹豊広場 - 4番出口直結
- 中州小区
- 玫瑰広場

## 隣の駅
上海軌道交通
■ 10号線
天潼路駅 - 四川北路駅 - 海倫路駅